# Antuan Edwards
Antuan Minye' Edwards (Starkville, 26 maggio 1974) è un ex giocatore di football americano statunitense che ha militato nel ruolo di safety nella National Football League.

## Carriera
Al college Edwards giocò a football a Clemson. Fu scelto come venticinquesimo assoluto nel Draft NFL 1999 dai Green Bay Packers. Nella sua prima stagione disputò tutte le sedici partite, di cui una come titolare, mettendo a segno 32 tackle e 4 intercetti (di cui uno ritornato in touchdown, venendo inserito da College & Pro Football Weekly nella formazione ideale dei rookie. L'anno seguente disputò 3 partite come titolare, con 25 placcaggi, 9 passaggi deviati e 2 intercetti. Nel 2001 disputò solo tre partite prima di subire un infortunio a un ginocchio che lo fece terminare in lista infortunati. Nel 2002 iniziò come safety titolare ma fu presto sostituito dal rookie Marques Anderson dopo un infortunio a un braccio. Trascorse il resto della stagione come riserva e concluse con 44 tackle.
Nel 2003 Edwards batté Anderson per il ruolo di titolare ed ebbe un record in carriera di 12 gare come partente, con 51 tackle. Concluse la stagione in lista infortunati per un problema nel finale. Nel 2004 passò ai Miami Dolphins dove disputò 8 gare come titolare con 35 tackle prima di venire svincolato. Firmò così con i St. Louis Rams, dove ebbe altre 5 partite come titolare e 30 tackle. In seguito passò ai New England Patriots ma fu subito svincolato, firmando con gli Atlanta Falcons. Lì disputò una gara come titolare terminando con 11 placcaggi la stagione prima di venire svincolato. Nel 2006 si unì ai Washington Redskins ma fu svincolato durante il training camp.